# كابيتل أف (كولومبيا البريطانية)
كابيتل أف (بالإنجليزية: Capital F)‏ هي مدينة كندية تقع في مقاطعة كولومبيا البريطانية. تبلغ مساحة هذه المدينة 182.2281 (كم²)، ويبلغ عدد سكانها 9640 نسمة حسب إحصاء سنة 2006 م، بينما كان يسكنها 9279 نسمة في سنة 2001 م. تحتل هذه المدينة المرتبة رقم 394 بين مدن كندا حسب عدد السكان والمرتبة رقم 55 في المقاطعة. نما عدد السكان في هذه المدينة بنسبة (3.9) بين العامين المذكورين.

## وصلات خارجية
- الأطلس الحكومي لكندا
- إحصاءات كندا مع ساعة تعداد السكان